# Мишурин, Фёдор Михайлович
Фёдор Михайлович Мишурин (около 1490—1538) — дьяк (1516), думный дьяк (1524), государственный деятель в правление Василия III Ивановича и Ивана IV Васильевича, входил в число «дьяки великие».

## Биография
Первое упоминание в источниках о Фёдоре Мишурине относится (1516/17), на платёжной «отписи» он принимал в казну денежный оброк с деревни и починков Троицкого Белопесоцкого монастыря в Кашинском уезде. Аналогичные документы Фёдор Михайлович подписывал (1517—1521). 
Впервые, как «дьяк великого князя» упомянут (28 июля 1524) в докладной Троице-Сергиева монастыря и московских помещиков Олехновых. Непосредственным начальником Фёдора Михайловича был князь, дворецкий Иван Иванович Кубенский. На дипломатической службе впервые упомянут при приёме литовского посланника Богухвала Дмитриевича и по окончании приёма поехал потчевать посланника после государева стола (17 мая 1525). На свадьбе Василия III был «у платья великого князя» (1526). 
Участник предсмертной думы великого князя московского Василия III, на которой великий князь «оставил судьбу своих детей и государства» (1533). Вместе с дьяком Меньшик Путятиным писал духовную грамоту великого князя, после кончины которого проверял и подтверждал иммунитет и подлинность грамоты. Принимал активное участие в переговорах с литовскими послами (в 4 из 6 дипломатических приёмов): посланник Юшко Клинский (декабрь 1533), посланник Гайко (май-июнь 1536), Ян Юрьевич Глебович, Матвей Войтехович и писарь Венцлав Николаев (январь 1537). Встречал изгнанного казанского хана Шейх-Али (12 декабря 1535), а также участвовал в официальном приёме хана Еленой Глинской (09 января 1536). 
Михаил Фёдорович принадлежал к дьяческой верхушке, которая оттеснив вельмож, не только фактически руководила всем делопроизводством государственного аппарата, но и оказывала заметное воздействие на выработку и принятие решений, направления правительственной деятельности (в 1533—1538 Мишурин подписал 99 царских грамот). После смерти великой княгини Елены Глинской (1538), в столкновении боярских группировок, пытавшихся властвовать малолетним великим князем Иваном IV, Михаил Фёдорович, видимо, занял сторону князей Бельских и других Гедеминовичей, поддержанных старыми московскими боярскими родами, против знатнейших Рюриковичей (князей Шуйских), которые взяли верх и казнили Михаила Фёдоровича (21 октября 1538). Незадолго до своей трагической гибели Фёдор Михайлович сделал (21 июля 1538) крупный вклад в Троице-Сергиев монастырь в 100 рублей (в два раза превышающей стандартную сумму на вечное поминовение).

### Смерть

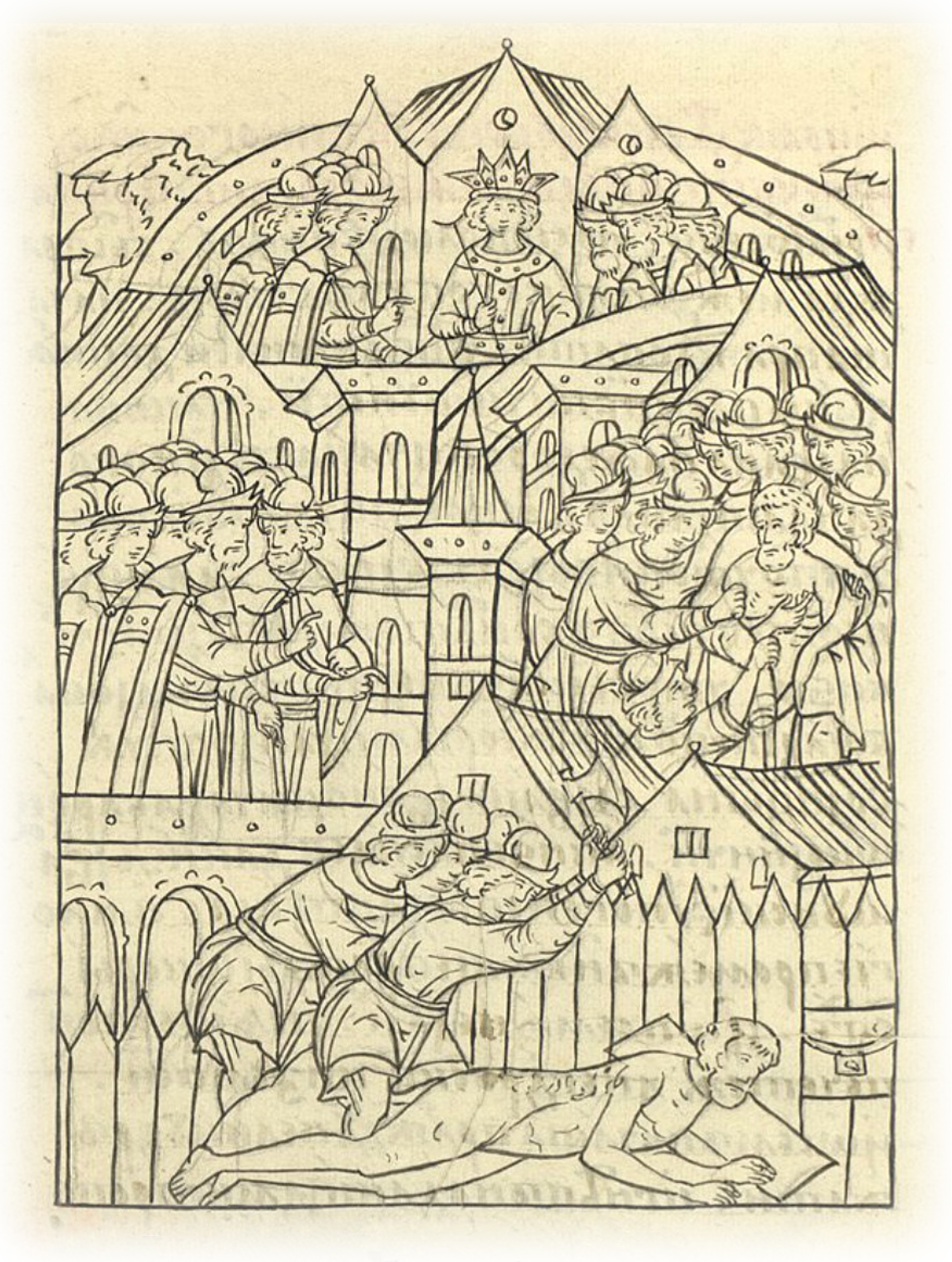
Миниатюра из Лицевого летописного свода: "И в той их брани повелели Шуйские и иные бояре великого князя дьяка Федора Мишурина ободрать на своем дворе великого князя княжатам и боярским детям и дворянам, и нагого положили на плаху, и повелели его казнить смертною казнью"

Уход из жизни «государева дьяка» оказался настолько значимым событием, что его описание попало на страницы целого ряда летописей. 
Наиболее кратки сообщения тех сводов, которые по времени составления ближе всего к происшедшим событиям: «В лето 7047 (1538) Октября князь великий Иван Васильевич велел казнить смертною казнью диака своего Фёдора Мишурина, у тюрем головы съсечи» — повествует Вологодско-Пермская летопись. 
Воскресенская летопись связывает эти события с враждой князей Василия и Ивана Васильевичей Шуйских с князем Иваном Фёдоровичем Бельским: «И в той их брани повелеша Шуйские и иные бояре убити великого князя дьяка Феодора Мишурина». 
Подробнее всего эти события описаны в Львовской летописи, Патриаршем списке Никоновской летописи и в Царственной книге. Расширен список противников князей Шуйских. Кроме князя Ивана это Михаил Васильевич Тучков, князь Юрий Михайлович Голицын Булгаков и Иван Иванович Хабаров, а также митрополит Даниил. Указан повод для конфликта: противники Шуйских добивались боярства для князя Юрия и окольничества для Ивана Хабарова, которому противился Ф. М. Мишурин. 
В результате князь Иван Фёдорович Бельский был арестован, его советники отправились в ссылку по своим имениям, а Фёдор Иванович Мишурин был казнён. Царственная книга уточняет, что дьяк был схвачен детьми боярскими на своем дворе, «ободран» (то есть с него была сорвана одежда, скорее всего, с соответствующими оскорблениями словами и действием) и только после этого отправлен на плаху. 
Восьмилетний великий князь Иван IV Грозный, навсегда запомнил данное событие, на глазах которого это произошло. Позднее, в послании князю А. М. Курбскому, царь вспоминал: «А князь Василий Шуйский на дяди нашего княж Андрееве дворе учал жити, и на том дворе, сонмищем иудейским, отца нашего и нашего дьяка ближнего Фёдора Мишурина изымав и позорившие, убили»..

## Семья
Известен брат Михаила — Василий Фёдорович Обрюта, «слуга под дворскими» (1524).

## Отображения в искусстве
Сохранились два изображения Фёдора Михайловича Мишурина в миниатюрах Царственной книги (Лицевой летописный свод), изображающих предсмертные дни Василия III. На миниатюры обратил внимание историк С. О. Шмидт. При всём их символизме, они заслуживают рассмотрения. Изображены два дьяка — Г. Н. Меньшой Путятин и Фёдор Мишурин. Дьяки эти бородаты, в русских шапках, в одежде заметно отличающихся от боярской. Они облачены в кафтаны со шнурами на груди и драгоценной опушкой внизу, а на одном из листов летописи ещё и в корзно (дорогих плащах). Профессиональный статус подчёркнут тем, что на коленях они держат свитки-столбцы с текстом духовной грамоты Василия III.